# 干葉飯
干葉飯（ひばめし）は、ダイコンの葉を炊き込んだ飯である。
陰干しにしたダイコンの葉（干葉）をよく揉んで、熱湯に浸し、適宜に刻み、米に混ぜ、塩を加えて炊きあげる。
また、黄柄（きがら）茶飯に混ぜ、サクラエビを少量加えて炊きあげる。